# 徐相日

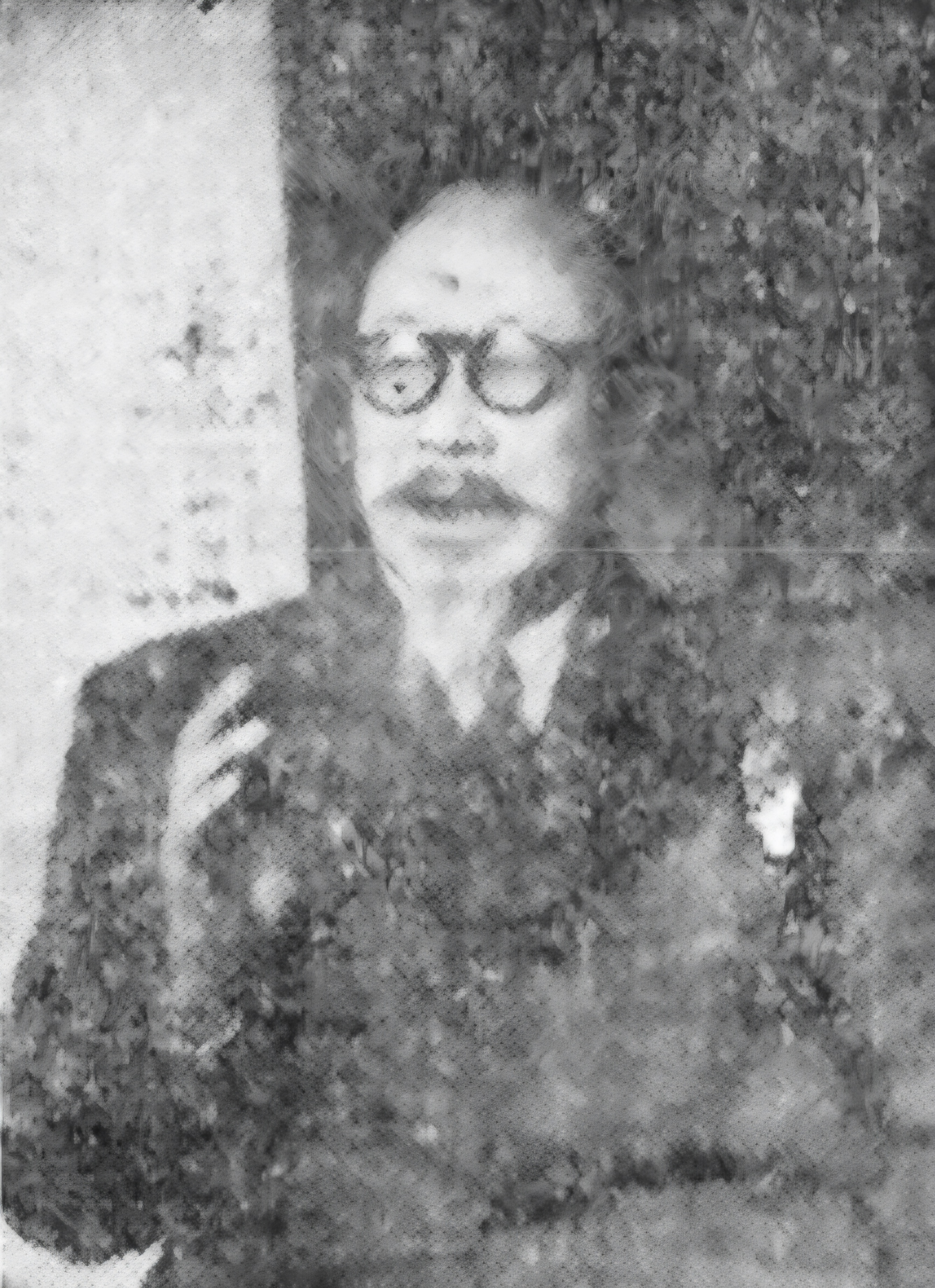
1956年

徐 相日（ソ・サンイル、朝鮮語: 서상일、1885年7月9日または1887年 - 1962年4月18日）は、日本統治時代の朝鮮の独立運動家、大韓民国の政治家。制憲・第5代韓国国会議員。大韓民国建国初期の革新政党（社会民主主義政党）の大物であった。
本貫は達城徐氏。児名は徐聖乭、号は東菴（トンアム、동암）または夫車軒。徐鳳基は父、日本統治時代の漆谷郡東明面長の徐相洛は兄、李王世子暗殺未遂事件を起こした独立運動家の徐相漢は弟。李始栄の1人息子で児童文学者の李応昌は娘婿。

## 経歴
慶尚北道大邱（現・大邱広域市）出身。普成専門学校（現・高麗大学校）法学科卒。1909年に大東青年党を設立し、1910年に日韓併合に抗議して集団割腹自殺を計画した九公使事件に参加した。1913年に光復団を組織し、1915年に朝鮮国権回復団中央総部で活動し、中国・ロシア・満洲・日本で独立運動を展開した。大邱商工協会・農村社・慶尚北道青年連盟を設立したが、1919年の三・一運動に関与して、1920年に満洲から武器を密輸して官庁を襲撃する計画により内乱罪で投獄された。19249年に『農林』『民衆運動』を発刊し、黒友会系の独立運動を支援しながら秘密結社新朝鮮を組織した。
光復後は慶尚北道治安維持会総務、韓国民主党発起人・慶尚北道結成準備委員・創党総務・中央委員、国民大会準備委員会副委員長、非常国民会議議員、南朝鮮過渡立法議院慶尚北道代表、米軍政庁経済顧問、大邱商工協会組織会長、制憲国会産業委員会委員長・憲法および政府組織法起草委員会委員長、内閣責任制改憲案起草委員長、慶北青年連盟組織委員長、慶北相互銀行設立取締役、進歩党発起人、民主革新党幹事長・党首、社会大衆党代表総務委員、統一社会党政治委員を務めた。
1962年4月18日、ソウル市明倫洞の自宅で肝炎により死去。享年77。

## 賞勲
大統領表彰（1963年）、建国勲章愛族章（1990年）。